# Mistrzostwa Świata w Kinballu 2011
Mistrzostwa Świata w KinBall 2011
Mistrzostwa świata w Kinballu odbyły się we Francji w miejscowości Nantes w dniach 25-29 października 2011 roku. W mistrzostwach wzięło udział 7 drużyn.

## Punktacja
Za zwycięstwo w meczu drużyna dostaje 10 punktów, za drugie miejsce 6 punktów a za trzecie 2 punkty. Do tego dodawany jest bonus za grę fair play w wysokości pięciu punktów (za każde przewinienie jeden punkt mniej) oraz po jednym punkcie za każdy wygrany okres gry, czyli za zwycięstwo bez przewinień drużyna dostaje 18 punktów.

## Wyniki

### Wyniki mężczyźni
| Mecz  | 1 miejsce | 2 miejsce  | 3 miejsce  |
| ----- | --------- | ---------- | ---------- |
| 1     | Francja   | Szwajcaria | Niemcy     |
| 2     | Kanada    | Japonia    | Niemcy     |
| 3     | Japonia   | Belgia     | Dania      |
| 4     | Francja   | Belgia     | Hiszpania  |
| 5     | Japonia   | Hiszpania  | Szwajcaria |
| 6     | Kanada    | Francja    | Dania      |
| 7     | Japonia   | Francja    |            |
| 8     | Hiszpania | Dania      | Niemcy     |
| 9     | Kanada    | Belgia     | Szwajcaria |
| 10    | Francja   | Belgia     | Hiszpania  |
| Finał | Kanada    | Japonia    | Francja    |

### Tabela końcowa Mężczyźni
| Miejsce | Reprezentacja |
| ------- | ------------- |
| 1       | Kanada        |
| 2       | Japonia       |
| 3       | Francja       |

### Wyniki kobiety
| Mecz  | 1 miejsce  | 2 miejsce  | 3 miejsce  |
| ----- | ---------- | ---------- | ---------- |
| 1     | Kanada     | Francja    | Hiszpania  |
| 2     | Japonia    | Hiszpania  | Dania      |
| 3     | Kanada     | Belgia     | Dania      |
| 4     | Francja    | Szwajcaria | Dania      |
| 5     | Szwajcaria | Belgia     | Hiszpania  |
| 6     | Kanada     | Japonia    | Szwajcaria |
| 7     | Japonia    | Francja    | Belgia     |
| 8     | Szwajcaria | Francja    | Belgia     |
| Finał | Kanada     | Japonia    | Szwajcaria |

### Tabela końcowa Kobiety
| Miejsce | Reprezentacja |
| ------- | ------------- |
| 1       | Kanada        |
| 2       | Japonia       |
| 3       | Szwajcaria    |